# لا واچری
لا واچری (به فرانسوی: La Vacherie) یک کمون در فرانسه است که در Canton of Louviers-Sud واقع شده‌است.

## خصوصیات
لا واچری ۷٫۶۳ کیلومترمربع مساحت و ۵۴۲ نفر جمعیت دارد و ۳۳ متر بالاتر از سطح دریا واقع شده‌است.